# Ex Deo
Ex Deo – kanadyjski zespół muzyczny wykonujący symphonic death metal. Został założony w 2008 roku w Montrealu przez wokalistę Maurizio Iacono, znanego z występów w zespole Kataklysm. Skład grupy uzupełnili gitarzyści Stéphane Barbe i Jean-François Dagenais, basista François Mongrain, klawiszowiec Jonathan Leduc oraz perkusista Max Duhamel. Teksty utworów opowiadają historię m.in. Cesarstwa rzymskiego. Pod koniec roku zespół związał się z wytwórnią płytową Nuclear Blast. Pierwszy album formacji pt. Romulus został wydany 19 czerwca 2009 roku w Europie oraz 30 czerwca w Ameryce Północnej.
Gościnnie przy nagrywaniu pierwszego albumu studyjnego wystąpili Karl Sanders (Nile), Arnt "Obsidian C." Ove Grønbech (Keep of Kalessin) i Adam "Nergal" Darski (Behemoth). Wkrótce potem Mongraina zastąpił Dano Apekian, muzyk związany także z grupą Ashes of Eden. Pod koniec 2010 roku formacja podpisała kontrakt wydawniczy z wytwórnią Napalm Records. 31 sierpnia 2012 roku ukazał się drugi album studyjny Ex Deo zatytułowany Caligula. Gościnnie na płycie wystąpiła wokalistka Mariangela "Mary" Demurtas, członkini norweskiej formacji Tristania oraz gitarzysta Francesco Artusatom, członek amerykańskiego zespołu All Shall Perish. W lutym 2014 roku Maurizio Iacono obwieścił iż zespół zawiesił działalność. 
We wrześniu 2015 roku sekstet został reaktywowany.

## Muzycy
| Obecny skład zespołu - Maurizio Iacono – śpiew (2008-2014, od 2015) - Stéphane Barbe – gitara (2008-2014, od 2015) - Jean-François Dagenais – gitara (2008-2014, od 2015) - Dano Apekian – gitara basowa (2009-2014, od 2015) - Jonathan Leduc – keyboard (2008-2014, od 2015) - Olivier Beaudoin – perkusja (od 2015) |  | Byli członkowie zespołu - François Mongrain – gitara basowa (2008-2009) - Max Duhamel – perkusja (2008-2014) |

## Dyskografia

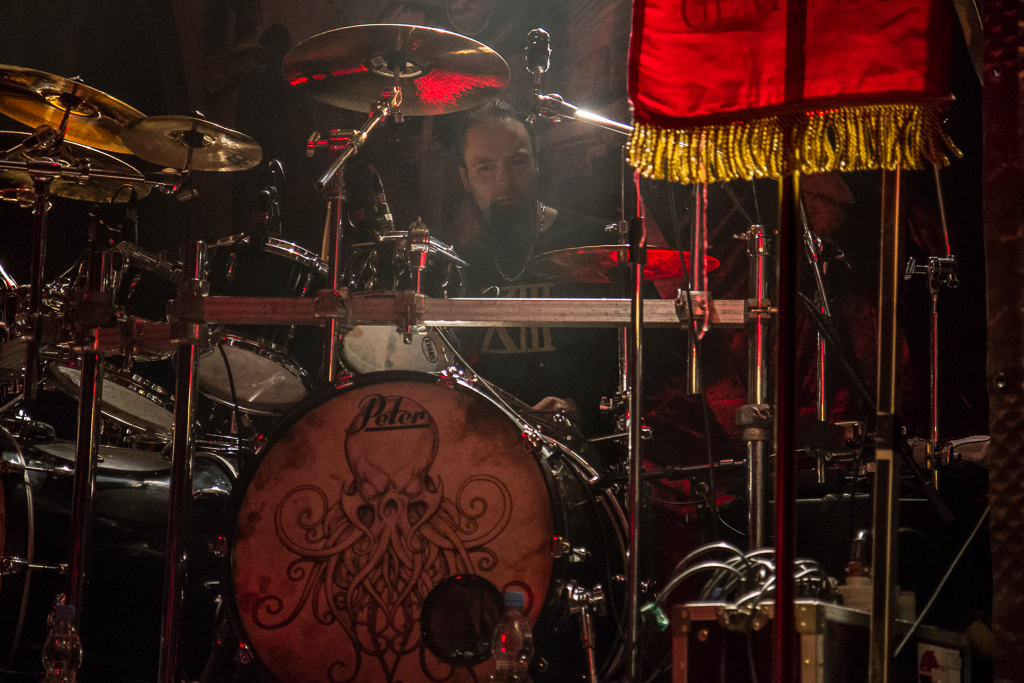
Max Duhamel, 2013

| Tytuł    | Dane dot. albumu                                   |
| -------- | -------------------------------------------------- |
| Romulus  | - Data: 19 czerwca 2009 - Wydawca: Nuclear Blast   |
| Caligula | - Data: 31 sierpnia 2012 - Wydawca: Napalm Records |

## Teledyski

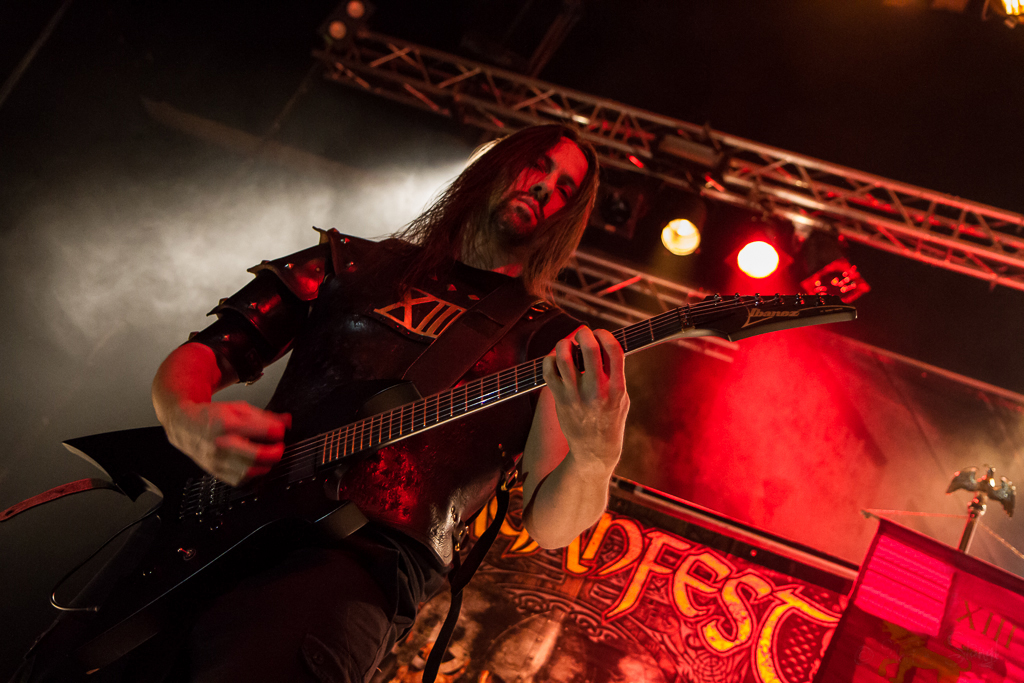
Stéphane Barbe, 2013

| Tytuł                              | Rok  | Reżyseria   | Album    | Źródło |
| ---------------------------------- | ---- | ----------- | -------- | ------ |
| "Romulus"                          | 2009 | Ivan Colic  | Romulus  | [ 10 ] |
| "The Final War (Battle Of Actium)" | 2010 | Ivan Colic  | Romulus  | [ 11 ] |
| "I, Caligvla"                      | 2012 | Tommy Jones | Caligula | [ 12 ] |

## Nagrody i wyróżnienia
| Rok  | Kategoria                          | Tytułem  | Nagroda      | Nota      | Źródło |
| ---- | ---------------------------------- | -------- | ------------ | --------- | ------ |
| 2013 | Metal/Hard Music Album of the Year | Caligula | Nagroda Juno | Nominacja | [ 13 ] |